# Пеулешть (комуна, Сату-Маре)
Пеулешть, Пеулешті (рум. Păulești) — комуна у повіті Сату-Маре в Румунії. До складу комуни входять такі села (дані про населення за 2002 рік):
- Амаць (932 особи)
- Амбуд (1044 особи)
- Петін (651 особа)
- Пеулешть (849 осіб) — адміністративний центр комуни
- Рушень (232 особи)
- Хріп (651 особа)

Комуна розташована на відстані 445 км на північний захід від Бухареста, 1 км на південний схід від Сату-Маре, 123 км на північний захід від Клуж-Напоки.

## Населення
За даними перепису населення 2002 року у комуні проживали 4359 осіб.
Національний склад населення комуни:
| Національність | Кількість осіб | Відсоток |
| -------------- | -------------- | -------- |
| угорці         | 2063           | 47,3%    |
| румуни         | 1888           | 43,3%    |
| цигани         | 395            | 9,1%     |
| німці          | 8              | 0,2%     |
| українці       | 5              | 0,1%     |

Рідною мовою назвали:
| Мова       | Кількість осіб | Відсоток |
| ---------- | -------------- | -------- |
| угорська   | 2467           | 56,6%    |
| румунська  | 1869           | 42,9%    |
| циганська  | 20             | 0,5%     |
| німецька   | 2              | < 0,1%   |
| українська | 1              | < 0,1%   |

Склад населення комуни за віросповіданням:
| Релігія        | Кількість осіб | Відсоток |
| -------------- | -------------- | -------- |
| реформати      | 1991           | 45,7%    |
| православні    | 1860           | 42,7%    |
| римо-католики  | 243            | 5,6%     |
| греко-католики | 128            | 2,9%     |
| п'ятдесятники  | 104            | 2,4%     |
| баптисти       | 13             | 0,3%     |
| адвентисти     | 1              | < 0,1%   |
| унітарії       | 1              | < 0,1%   |

## Зовнішні посилання
- Дані про комуну Пеулешть на сайті Ghidul Primăriilor